# 1785

## Събития
Започва всекидневното издаване на британския национален вестник „Таймс“

## Родени
- Неофит Бозвели, български духовник
- 12 февруари – Пиер Луи Дюлон, френски физик и химик
- 22 февруари – Жан Пелтие, Френски физик
- 7 март – Алесандро Манцони, италиански писател
- 29 април – Карл Драйс, немски изобретател
- 20 юли – Махмуд II, султан на Османската империя